# Hengoed
Hengoed är en ort i Storbritannien.   Den ligger i kommunen Caerphilly och riksdelen Wales, i den södra delen av landet, 210 km väster om huvudstaden London. Hengoed ligger 205 meter över havet och antalet invånare är 5 044.
Terrängen runt Hengoed är huvudsakligen kuperad, men den allra närmaste omgivningen är platt. Terrängen runt Hengoed sluttar söderut. Runt Hengoed är det tätbefolkat, med 613 invånare per kvadratkilometer. Närmaste större samhälle är Cardiff, 19,3 km söder om Hengoed. Trakten runt Hengoed består i huvudsak av gräsmarker.